# Ute Nestler
Ute Nestler, verehel. Kühne, (* 31. Dezember 1960 in Annaberg-Buchholz) ist eine ehemalige Skilangläuferin aus der DDR.
Nestler wurde im Dezember 1960 als Tochter von Heinz und Christine Nestler geboren. Ihre größten Erfolge waren vier zwischen 1976 und 1982 errungene Titel mit der Langlaufstaffel von SC Traktor Oberwiesenthal bei DDR-Meisterschaften. Bei ihrer einzigen Teilnahme an Olympischen Winterspielen belegte sie 1980 in Lake Placid mit etwa 46 Sekunden Rückstand auf die Siegerin Raissa Petrowna Smetanina den 16. Platz über fünf Kilometer. Bei den beiden anderen Rennen dieser Olympischen Spiele, die angeführt von Barbara Petzold mit zwei DDR-Siegen endeten, blieb Nestler ohne Einsatz.
Sie ist die Mutter von Andy Kühne.